# Vasile Smigelschi
Vasile Smighelschi (n. 11 februarie 1864, Ludoșul Mare – d. 1944, Blaj) a fost un preot român unit delegat la Marea Adunare Națională de la Alba Iulia din 1 decembrie 1918. A fost fratele canonicului Victor Smigelschi și al pictorului Octavian Smigelschi.

## Date biografice
Vasile Smigelschi a fost paroh în Valea Sasului, comitatul Târnava Mică, din anul 1889 până în anul 1896, apoi paroh în Sâncel, de la 1896 până la 1940, când a fost pensionat.
A fost prigonit de autorități în anul 1894 cu prilejul procesului Memorandiștilor, apoi în 1911 - când pe urma alegerilor parlamentare din 1910 - a fost judecat de tribunalul din Dumbrăveni pentru agitație contra statului, iar la intrarea în război a României, în toamna anului 1916, a fost deportat la granița de apus a Ungariei și a fost ținut internat în comuna Nagymarton din comitatul Sopron timp de 20 de luni, până în mai 1918.
A fost delegat oficial al circumscripției Diciosânmartin din județul Târnava Mică la Marea Adunare Națională de la Alba – Iulia din 1 decembrie 1918 la care s-a decretat unirea Transilvaniei cu România.
A murit în 1944 la Blaj, unde este și înmormântat.